# Elżbieta von Maltzan
Elżbieta von Maltzan (ur. 1530 w Łomnicy, zm. 1586 we Wrocławiu) – regentka sycowskiego wolnego państwa stanowego w latach 1569–1570/1571
Pochodziła z domu von der Lomnitz. Po śmierci męża, Jana Bernharda (1569) i małoletniości ich czworga dzieci sprawowała samodzielne rządy w dobrach sycowskich. Wobec wciąż dużego zadłużenia całego majątku wystarała się u cesarza o zgodę na jego sprzedaż, którą przebiegała w dwóch etapach. W 1570 r. sprzedała Georgowi von Braun część północno-zachodnią z Sycowem, a rok później południowo-wschodnią z Bralinem łącznie za 132 tys. talarów. Suma ta pozwoliła jej wyłącznie na spłatę ¾ długów. Po sprzedaży dóbr przeniosła się z dziećmi na stałe do Wrocławia.